# Межов, Вячеслав Егорович
Вячеслав Егорович Межов (август 1941 года, Посёлок совхоза «2-я Пятилетка», Лискинский район, Воронежская область — 3 марта 2016 года) — российский учёный, доктор технических наук, профессор, лауреат Государственной премии СССР.

## Биография
Родился в посёлке совхоза «2-я Пятилетка» Лискинского района Воронежской области в семье сельскохозяйственного рабочего. В 1953 году семья переехала в совхоз «Масловский» Новоусманского района.
Окончил среднюю школу (1961), два курса Ленинградского высшего военно-морского училища подводного плавания (1961—1963), Одесский политехнический институт с присвоением квалификации радиоинженера (1967).
В 1967—1970 гг. — инженер Воронежского НИИ связи.
В 1970—1992 гг. работал в Центральном конструкторском бюро при Воронежском заводе полупроводниковых приборов: ведущий инженер, начальник лаборатории, начальник отдела по разработке программного проектирования интегральных схем и вычислительной техники.
Кандидат (1981), доктор технических наук (1987), профессор (1989).
В 1992—2005 гг. — заведующий кафедрой вычислительной техники Воронежской лесотехнической академии.

## Награды и звания
Лауреат Государственных премий СССР (1987 — за разработку и внедрение в производство унифицированных интерактивных программно-аппаратных комплексов семейства «Кулон») и Государственной премии РФ (2003 — за разработку, организацию производства и применение интегрированных микроэлектронных систем управления высокодинамичными быстродвижущимися объектами в реальном масштабе времени).